# … nächste Woche ist Frieden
 … nächste Woche ist Frieden  ist die Verfilmung eines gleichnamigen Buchs von Peter Steinbach, der auch am Drehbuch mitwirkte. Der Film unter der Regie von Peter Schulze-Rohr aus dem Jahr 1995 beleuchtet die letzten Kriegstage in Berlin und zeigt das Schicksal von Bewohnern eines Mietshauses anhand beklemmender Szenen, zeugt aber auch von Zivilcourage.
Die Aufnahmen wurden in Polen gedreht. Die Erstaufführung war am 25. April 1995 in SAT1.

## Handlung
Gezeigt wird das Schicksal einer Hausgemeinschaft in der Edisonstraße zur Zeit des nahenden Kriegsendes im zerstörten Berlin. Der sensible Autor Dr. Herbert Pieritz zieht in die Wohnung der Bachmanns ein und soll als Hörspielautor für den Großdeutschen Rundfunk ein Stück mit dem Titel „Deutschland lacht“ schreiben. Bei den ständigen Granateneinschlägen fällt ihm jedoch nichts Spaßiges ein. Als ein Depot zur Plünderung frei gegeben wird, versuchen die Bewohner, sich zu versorgen. Die resolute Tatjana Zeitler findet dort einige Tafeln Schokolade und teilt mit ihrem Nachbarn Erich Schiefer. Niemand weiß zunächst, dass Erich im Dachgeschoss das jüdische Mädchen Ruthi Tannenbaum versteckt, die zuvor bei den Bachmanns lebte, welche durch eine Granate umkamen. Die junge Frau lebt in einer tagebuchartigen Fantasiewelt und um die Einsamkeit zu ertragen, schreibt sie Briefe an ihre Familie. Ruthi weiß, dass Ende 1941 bereits alle in den sicheren Tod deportiert wurden, erhält sich die Illusion jedoch aufrecht.
Durch einen Bombentreffer wird Erichs Wohnung unbewohnbar und Herbert nimmt das Mädchen bei sich auf. Dabei geht er ein hohes Risiko ein, da Blockwart Gulisch ständig umherschnüffelt.
Herbert gelingt es, den Ausweis einer toten Krankenschwester an sich zu nehmen, die Ruthi ähnlich sieht. Die neue Identität und Verkleidung in Schwesterntracht schützt sie. Die rote Armee rückt auch in diese Straße vor.
Ruthi wünscht sich, ihre Familie wiederzusehen und will sich mit dem Fahrrad zu ihnen nach Estland auf den Weg machen. Sie hofft, den schweren Weg mit der Kraft ihrer Sehnsucht überwinden zu können. Die Rote Armee hängt Stalinbilder auf und die Bewohner beginnen gemeinschaftlich mit dem Aufräumen in ihrer Straße.

## Kritiken
- ARD.de lobte den aufwändigen Film für sein beeindruckendes Ensemble, angeführt von Rita Russek, Hans Peter Korff, Judith Klein, Hans-Joachim Grubel – und vor allem Ulrich Mühe in der Rolle des traurigen Komikers.[1]
- Das Lexikon des internationalen Films attestierte, das Werk sei „bewusst emotional gestaltet“.[2]